# Otvrdnjavanje površine čelika
Otvrdnjavanje površine čelika je toplinska obrada kojom se povećava tvrdoća samo površinskog sloja (do 2 mm), dok jezgra materijala ostaje nepromijenjena. Površine proizvoda izrađenih od željeznih slitina, posebice čelika, otvrdnjavaju se iz više razloga:
- povišenja tvrdoće i time povećanja otpornosti prema trošenju;
- smanjenja trenja u dodiru s drugim materijalima;
- povećanja trajne dinamičke i konstrukcijske čvrstoće (dinamička izdržljivost).

Kod primjene nekih od postupaka površinskog otvrdnjavanja očekivane promjene svojstava prate i drugi učinci, npr. poboljšanje otpornosti prema koroziji. Površine čelika ili željeznih slitina otvrdnjavaju se primjenom sljedećih postupaka:
- termokemijska obrada: cementacija, nitriranje, karbonitriranje, boriranje;
- površinskim ili lokalnim kaljenjem;
- hladnim deformacijskim otvrdnjavanjem;
- tvrdim prevlakama i promjenom površine.

## Vrste otvrdnjavanja površine čelika
Termokemijske obrade obuhvaćaju promjene kemijskog sastava površine legura, tako da se ona obogati jednim ili s više kemijskih elemenata i postupaka toplinske obrade. Kod nekih postupaka prvo se provodi obogaćivanje površine jednim ili s više elemenata, nakon čega slijedi toplinska obrada, a kod drugih je prvo toplinska obrada. Većina se tih obradi označuje i prema vrsti sredstva koje je izvor elemenata za obogaćivanje površine, npr. nitriranje u plinu (amonijak) ili nitriranje u plazmi.

### Cementacija
Cementacija se sastoji od pougljičavanja površine i naknadne toplinske obrade. Izvori ugljika mogu biti čvrsti (drveni ugljen s dodatkom aktivatora, npr. BaCO3), solne kupelji, plinovi, ionizirani plinovi itd. Pougljičavanje je u solnim kupeljima i plinovima kraće nego u čvrstim sredstvima. Temperature su pougljičavanja od 870 ºC do 930 ºC, najčešće 927 ºC. Udio ugljika na površini i dubina pougljičavanja ovise o temperaturi i trajanju pougljičavanja, te o sastavu sredstava za pougljičavanje. 
Najveći učin ima cementacija kod ugljičnih i niskolegiranih čelika za cementiranje, s udjelom ugljika od 0,1 do 0,25%, te koji sadrže jedan ili više legirnih elemenata: mangan, krom, molibden i nikal. Površine čelika se obogaćuju ugljikom približno od 0,6 do 1,0%, najčešće od 0,7% do 0,8%. Dubine su pougljičenog površinskog sloja obično 0,5 do 2 mm, najčešće oko 1,0 mm. O tim svojstvima ovise uporabna svojstva površinskog sloja.

### Nitriranje
Nitriranje je toplinsko-kemijska obrada kod koje se čelik najprije toplinski obrađuje, a zatim površina obogaćuje dušikom. Nitrirati se mogu sve vrste čelika i željeznih slitina, ali je učinak najveći kod čelika i slitina koji sadrže legirne elemente, koji stvaraju temperaturno stabilne nitride: krom, molidben, vanadij, aluminij i neki drugi. Postoji velik broj vrsta čelika koji sadrže prva tri kemijska elementa, prvenstveno radi drugih razloga (prokaljivost, otpornost prema popuštanju itd.), pa je zato nitriranje primjereno relativno velikom broju konstrukcijskih i alatnih čelika. Posebno su za nitriranje primjereni čelici legirani aluminijem. 
Najviše se čelika nitrira u amonijaku pri temperaturama od 520 ºC do 560 ºC. Zbog niske temperature, nitriranja traju relativno dugo (do 100 sati), a ipak se postižu male dubine nitriranja (do 0,3 mm). Mehanizam je otvrdnjavanja površine drugačiji od onoga pri cementiranju. Nitrirani se sloj otvrdnjavanja na osnovi disperzije nitrida (disperzijsko otvrdnjavanje), a drugi je mehanizam otvrdnjavanja zbog čvrste otopine dušika u željezu. To otvrdnuće je postojano do temperatura viših nego kod cementiranja. Zato su nitrirani čelici praktički uporabljivi do temperatura nitriranja (od 520 ºC do 560 ºC). Također apsolutna vrijednost otvrdnuća može biti bitno veća negoli kod cementiranja (900 do 1300 HV).

### Karbonitriranje
Karbonitriranje je kemijsko-toplinska obrada koja se primjenjuje kod proizvoda izrađenih od željeznih slitina, zagrijanih na temperaturu Ac1 (najviše na 870 ºC), pri čemu se površina istovremeno obogaćuje ugljikom i dušikom, a zatim kali. Karbonitriranje se provodi u plinovima ili u solnoj kupki, a namijenjeno je prije svega postizanju tvrdih površina otpornih prema trošenju (od 0,1 do 0,8 mm).

### Površinsko kaljenje
Površinsko kaljenje je kaljenje površinskog sloja dijelova izrađenih od željeznih slitina do dubine od nekoliko desetinki milimetra do nekoliko milimetara. Posebnim metodama površina se dijelova zagrijava na temperaturu kaljenja, pri čemu jezgra ostaje na sobnoj temperaturi. Zagrijavanje traje veoma kratko, od nekoliko desetinki sekunde do 10 sekundi, pa je zbog toga temperatura austenizacije znatno viša nego kod običnog kaljenja, približno za 50 do 100 ºC. 
Površinskim se kaljenjem povećava dijelovima izrađenim od željeznih slitina, prvenstveno čelika, dinamička (konstruktivna) izdržljivost i otpornost prema trošenju. Povećanje dinamičke izdržljivosti, odnosno trajne dinamičke čvrstoće, posljedica je pogodne razdiobe i veličine unutarnjih naprezanja, koja nastaju pri površinskom kaljenju, te mehaničkih svojstava površine i jezgre. 
Potrebno se brzo zagrijavanje postiže:
- visokofrekventnim indukcijskim zagrijavanjem,
- zagrijavanjem plamenom visoke temperature,
- zagrijavanjem laserom ili elektronskim snopom.

### Boriranje
Boriranje je toplinsko-kemijska obrada koja se primjenjuje kod izradaka od željeznih slitina radi dobivanja površinskog boridnog sloja (prije svega borida Fe2B ili istovremeno oba tipa borida: Fe2B i FeB). Tvrdoća boridnog sloja je od 1800 HV do 2000 HV. Sloj FeB je krhkiji od Fe2B. Borirani slojevi zadržavaju veliku tvrdoću do viših temperatura nego nitrirani, otporni su prema razrijeđenim kiselinama i lužinama, te prema oksidaciji do približno 800 ºC. Boriranje se provodi u čvrstim sredstvima, solnim kupkama, plinovima i pastama. 

### Otvrdnjavanje površine deformacijom
Otvrdnjavanje površine deformacijom je postupak pri kojem na površini nastaju tlačna naprezanja pri kontroliranom sačmarenju tvrdim kovinskim česticama velikom brzinom. Osnovno je značenje postupka povećanje otpornosti površine prema umoru (zamoru) materijala.

### Površinske prevlake
Tvrde zaštitne prevlake tanki su slojevi materijala koji štite površinu alata ili konstrukcijskih dijelova od trošenja. To je dio tzv. metalurških prevlaka koje općenito karakterizira velika tvrdoća, visoko talište, kemijska otpornost i mali faktor trenja. Za tvorbu tvrdih prevlaka pogodno je više anorganskih (keramičkih) materijala koji se prema vrsti kemijske veze dijele u 3 skupine:
- Al2O3, ZrO2, TiO2 (prevladava ionska veza),
- SiC, AlN, dijamant, B4C (prevladava kovalentna veza),
- TiN, TiC, WC (prevladava metalna veza).

Učinkovitost tvrdih prevlaka može se povećati primjenom višeslojnog prevlačenja. Tvrde (metalurške) prevlake mogu se nanositi po jednom od postupaka koji spadaju u skupinu CVD (kemijsko nanošenje iz parne faze) ili PVD (fizikalno nanošenje iz parne faze). Prvi se postupci obično provode pri znatno višim temperaturama (najčešće od 800 ºC do 1000 ºC), a drugi pri temperaturama 200 ºC do 500 ºC, što je važno za svojstva toplinski otvrdnute podloge (npr. alata, strojnog dijela itd.).